# Narcao
Narcao (Narcau in sardo) è un comune italiano di 2 996 abitanti della provincia del Sulcis Iglesiente, nella regione del Sulcis.

## Geografia fisica

### Territorio
Narcao confina a nord con Villamassargia  e Siliqua, a est con Nuxis, a sud con Villaperuccio e a ovest con Iglesias, Carbonia e Perdaxius.
È posizionato nel cuore di un antico bacino geologico dell'età terziaria ricco di lipariti e trachiti.
Il territorio di Narcao è prevalentemente collinoso. Rilievi ondulati fanno da corona a rilievi più elevati dalla tipica forma a giara, con un'ampia sommità pianeggiante. Tra i rilievi più elevati domina il monte Narcao, la cui "vetta" piana, denominata "Sa Pranedda" (la piccola pianura), si può raggiungere attraverso un sentiero che permette di accedervi in maniera relativamente agevole, senza dover per forza scalare i pendii ricoperti di fitta vegetazione.
L'estensione del territorio comunale, comprese le frazioni di Rio Murtas, Terraseo, Pesus, Is Meddas, Is Sais, Is Aios, Terrubia, Is Cherchis, è di circa 86 km², l'altitudine è di 127 m.
I fiumi locali sono il rio Mannu e il suo affluente rio Canneddu. Il clima è quello mediterraneo, la vegetazione è la tipica della macchia mediterranea (arbusti come il lentischio, il corbezzolo, il cisto, il mirto ecc.).
Sono presenti querce di vari tipi e boschetti non spontanei di pini e di eucaliptus.
Nei pressi  di Is Sais si trova un bacino d'acqua formato mediante gli scavi di una cava di argilla, l'acqua in questione non è potabile ed è usata in agricoltura per le viti. Il terreno dov'è situato il piccolo bacino non è accessibile poiché franoso e poco stabile, dentro il laghetto sono presenti piccoli pesci, rane e nutrie, mentre per quanto riguarda la flora quest'area è totalmente coperta da eucalipto.

## Storia

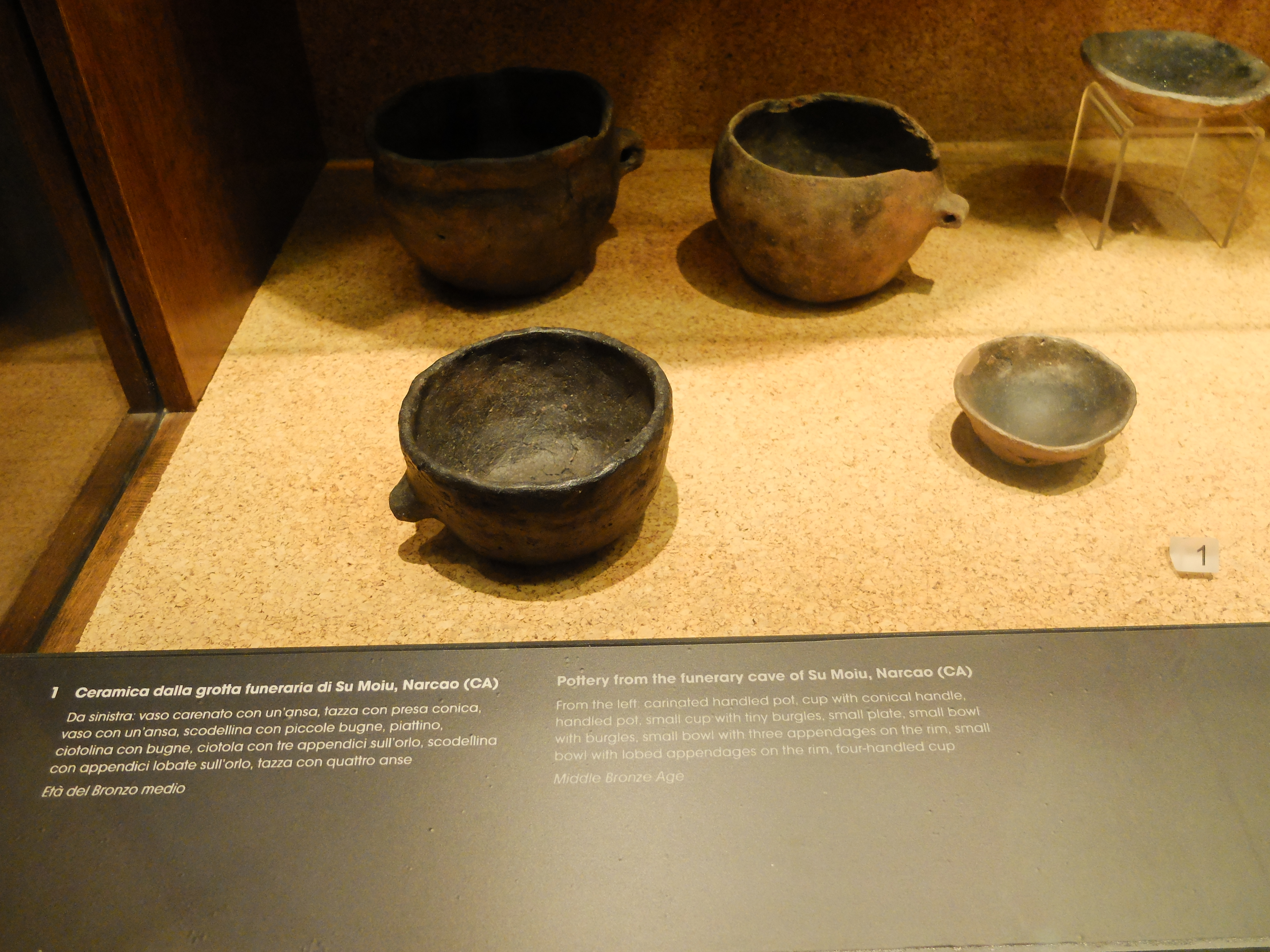
Ceramica dalla grotta funeraria di Su Moiu, Bronzo Medio

Le prime testimonianze di insediamenti umani risalgono al periodo prenuragico. I primi insediamenti sfruttarono probabilmente le numerose grotte presenti sulle colline. In seguito, durante l'età del bronzo, si diffuse nel territorio la civiltà nuragica.
Le origini del paese risalgono all'anno 1000, all'epoca la villa apparteneva alla curatoria di Sulcis nel giudicato di Cagliari. I monaci benedettini furono i primi a occupare gran parte delle fertili campagne di Narcao, ricchissime di sorgenti, le quali rappresentarono la più importante risorsa economica del paese per lungo tempo.
Nel 1323, all'arrivo degli aragonesi, il paese contava già più di 400 abitanti, ma più avanti nei secoli subì la stessa sorte degli altri centri abitati del Sulcis: Narcao conobbe il diradarsi della popolazione, causata dalle continue incursioni dei pirati che si spinsero sempre più verso l'interno.
La "ricostruzione" di Narcao avvenne solo verso la fine del XVIII secolo quando nella pianura si insediarono contadini e pastori, provenienti anche dalla regione della Barbagia, i quali diedero vita a un'intensa fase di ripopolamento.
Un ulteriore incremento demografico si ebbe nel secolo successivo e quando il paese venne elevato al rango di comune (contemporaneamente a Portoscuso, Serbariu, Tratalias, Palmas Suergiu, Santadi e Villarios), con Regio Decreto del Regno di Sardegna dell'11 luglio 1853 n° 1584, Narcao contava ben 2 280 residenti.

### Simboli
Lo stemma e il gonfalone del comune di Narcao sono stati concessi con decreto del presidente della Repubblica del 13 febbraio 2001. Lo stemma si blasona:
Il gonfalone è un drappo partito di giallo e di azzurro.

## Monumenti e luoghi d'interesse

### Architetture religiose
Del suo passato medioevale Narcao custodisce pochissime testimonianze: al periodo dei benedettini, infatti, risale solamente il campanile della chiesa di San Nicolò, mentre la statua lignea che raffigura il patrono, presente all'interno della chiesa, appartiene al XVI secolo.  Oltre a San Nicolò in territorio di Narcao si trovano:
- la chiesa di San Gioacchino, nella frazione di Terraseo,
- la chiesa di San Giuseppe nella frazione di Rio Murtas,
- la chiesa di Santa Barbara nella frazione di Is Aios.

### Siti archeologici

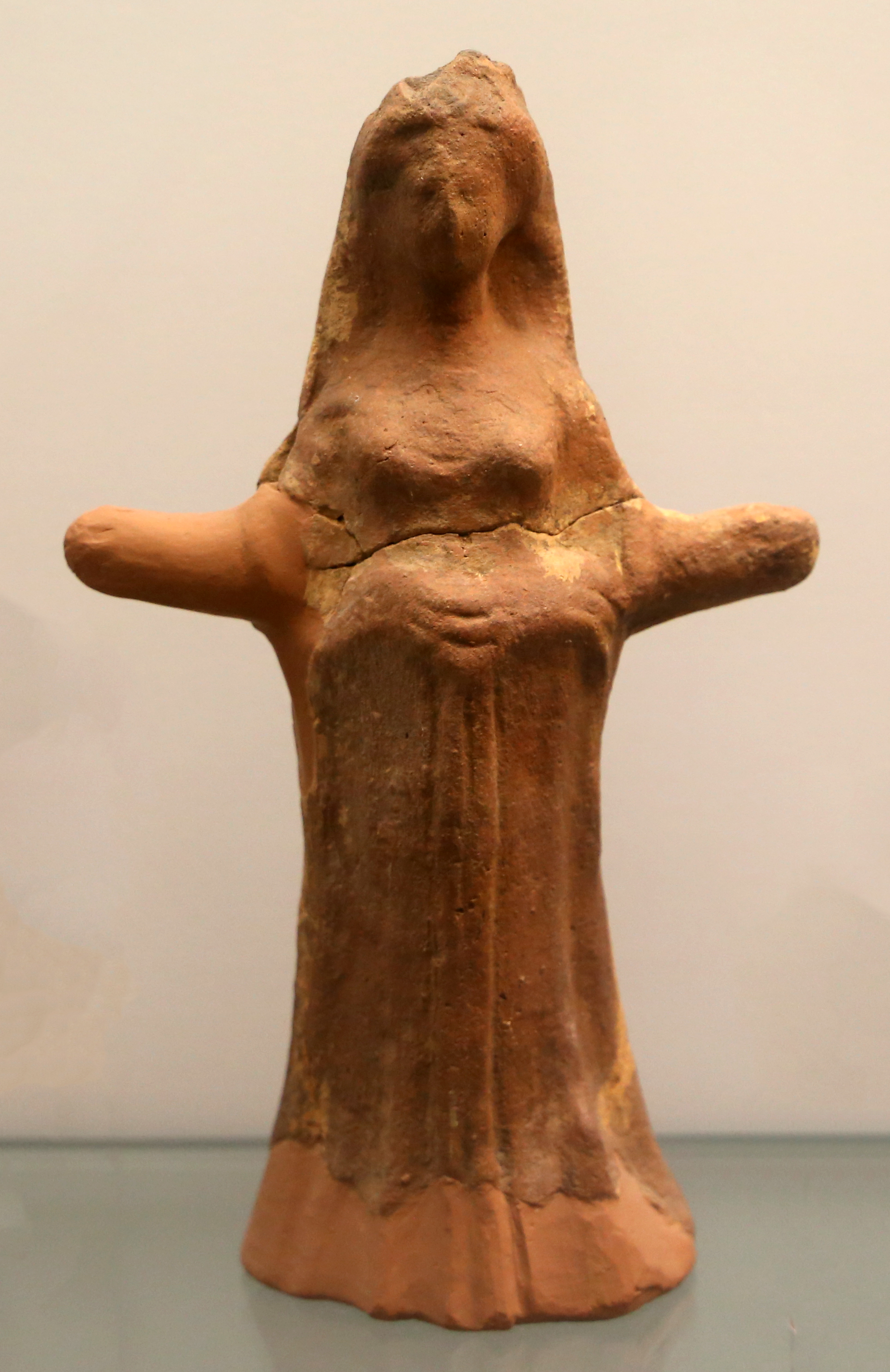
Statuetta votiva dal santuario di Demetra (Museo archeologico Villa Sulcis)

In località "Strumpu Bagoi", nelle vicinanze della frazione di Terraseo, si notano i resti di un tempio punico dedicato alla dea greca Demetra e Kore, il quale era stato costruito nelle vicinanze di un pozzo; nel tempio è presente un piccolo altare dove, probabilmente, venivano celebrati i riti in onore della divinità. Grazie agli scavi effettuati, è stato possibile rinvenire le caratteristiche statuette fittili votive rappresentanti la dea Demetra con il Kernos, il vaso che conteneva il fuoco e le offerte. Il tempio di Demetra e Kore rimase in uso per lungo tempo, come dimostrato dalla grande quantità di cenere accumulata nel sacello.
Sotto l'aspetto archeologico e ambientale, il territorio appare particolarmente ricco di resti nuragici e tombe romane (emerse a Ollastra Frogheri). Nel paesaggio di Narcao, inoltre, si possono osservare alcuni menhirs rovesciati, mentre il terreno è disseminato di schegge di ossidiana, tra le quali è possibile recuperare qualche strumento integro.

### Miniere

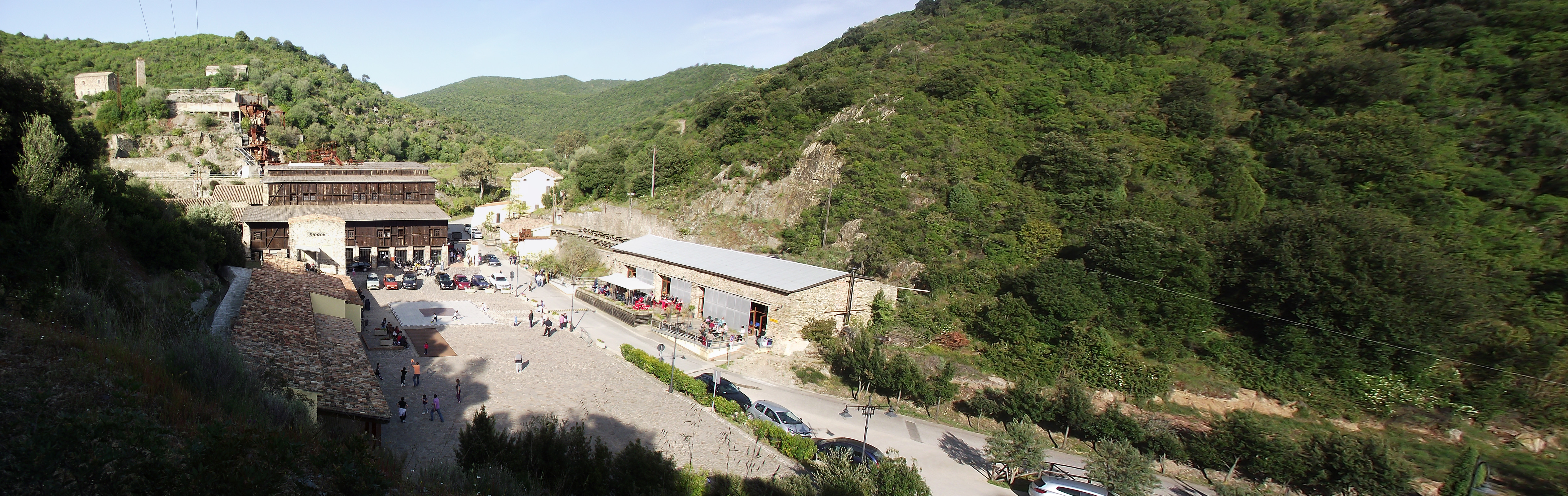
Vista delle strutture dell'ex miniera di Rosas, a pochi chilometri da Terrubia, recuperata a fini archeologici e turistici e riaperta ai visitatori nel 2009.

Nel territorio comunale di Narcao sono presenti le seguenti miniere dismesse:
- Miniera di Mitza Sermentus
- Miniera di Mont'Ega
- Miniera di Peppixedda - Is Pilus (Terraseo)
- Miniera di Rosas
- Miniera di Santa Croce (monte Masonis)
- Miniera di Trubba Niedda.

## Società

### Evoluzione demografica
Abitanti censiti

### Etnie e minoranze straniere
Secondo i dati ISTAT al 31 dicembre 2010 la popolazione straniera residente era di 54 persone. Le nazionalità maggiormente rappresentate in base alla loro percentuale sul totale della popolazione residente erano:
- Marocco 38 1,12%

### Lingue e dialetti
La variante del sardo parlata a Narcao è il campidanese sulcitano.

## Cultura

### Musica
Narcao ospita sin dal 1988 il Narcao Blues Festival, che rappresenta da diversi anni uno dei festival musicali più importanti in Sardegna, il primo intitolato a questo genere.

## Geografia antropica

### Frazioni

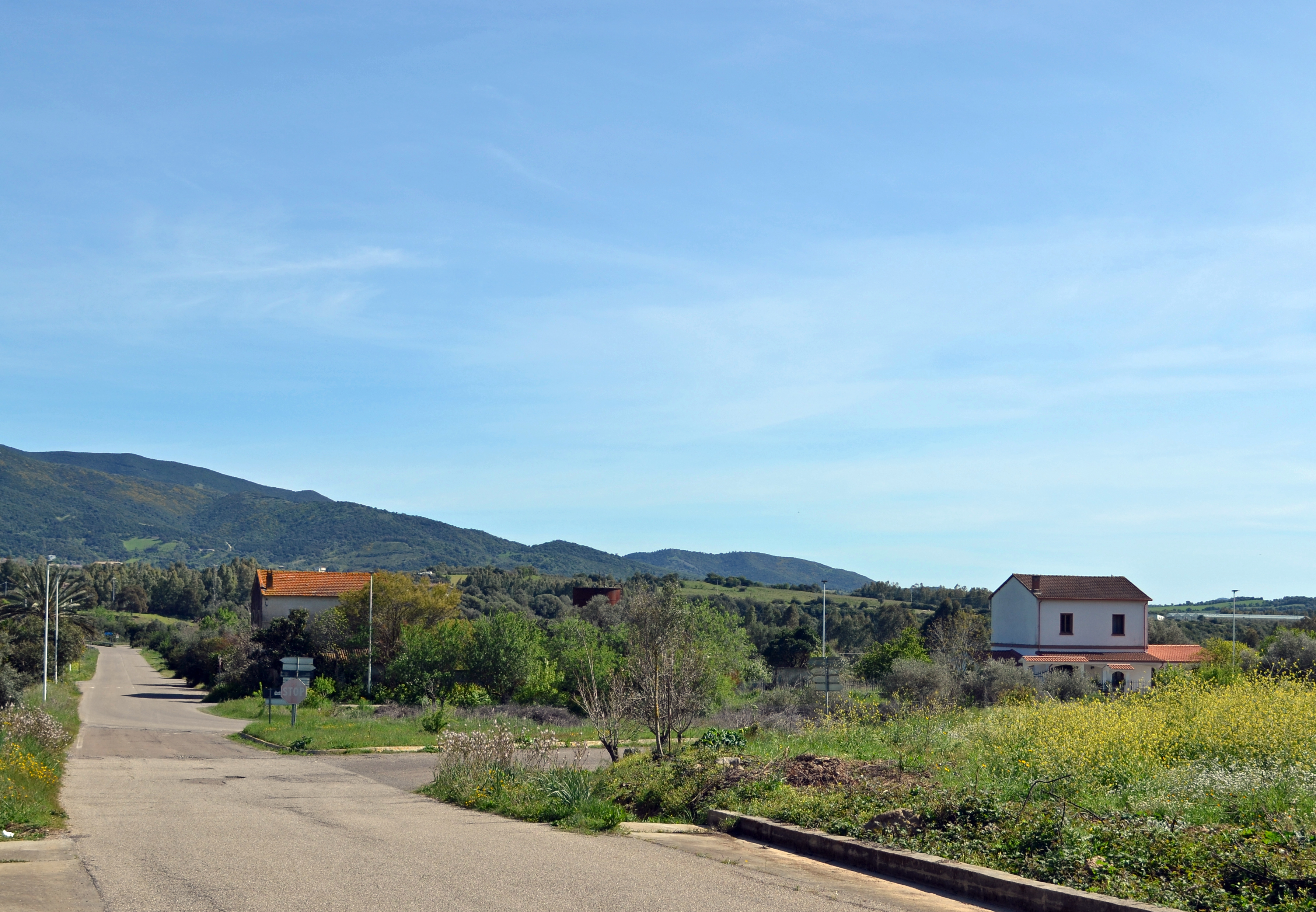
L'area di Terrubia Stazione, a ridosso dell'omonimo ex scalo ferroviario

Il Comune di Narcao comprende anche le frazioni di Is Aios, Is Cherchis, Is Canes, Is Meddas, Is Sais Inferiore, Is Sais Superiore, Miniera Rosas, Pesus, Rio Murtas, Terraseo, Terrubia e Terrubia Stazione.

## Infrastrutture e trasporti

### Strade
Narcao è collegata al resto del territorio principalmente tramite strade provinciali: la SP 78 attraversa da ovest a est l'abitato principale e numerose frazioni e collega il comune con Perdaxius e Carbonia e la SS 126 a ovest e con la frazione di Acquacadda del Comune di Nuxis e la SS 293 a est. La SP 80 a sud collega il comune con Villaperuccio e la SP 85 permette il collegamento della frazione di Terraseo con Iglesias.

### Mobilità urbana
Il servizio di autolinee dell'ARST collega Narcao e le sue frazioni coi comuni limitrofi e col Cagliaritano.

## Amministrazione
| Periodo         | Periodo         | Primo cittadino  | Partito                                   | Carica  | Note |
| --------------- | --------------- | ---------------- | ----------------------------------------- | ------- | ---- |
| 2006            | 2011            | Gianfranco Tunis | Lista civica                              | Sindaco |      |
| 2011            | 2016            | Gianfranco Tunis | Lista civica                              | Sindaco |      |
| 6 giugno 2016   | 13 ottobre 2021 | Danilo Serra     | Lista civica "Insieme per il bene comune" | Sindaco |      |
| 13 ottobre 2021 | in carica       | Antonello Cani   | Lista civica "Uniamo Narcao"              | Sindaco |      |

### Gemellaggi
- Bovegno
- Les Rues-des-Vignes

## Sport

### Calcio
La principale squadra di calcio della città è l'A.S.D. Atletico Narcao che milita nel girone A sardo di Promozione. I colori sociali sono: il nero ed il bianco. È nata nel 1925.